# Rolf Wilhelm
Pour les articles homonymes, voir Wilhelm.
Rolf Alexander Wilhelm (né le 23 juin 1927 à Munich, mort le 17 janvier 2013) est un compositeur de musiques de film allemand.

## Biographie
À sept ans, il apprend le piano. Il va au gymnasium à Berlin et à Vienne. En 1942, il étudie avec un permis spécial au Conservatoire de Vienne le piano auprès de Grete Hinterhofer et la composition auprès de Joseph Marx.
Il est mobilisé comme Luftwaffenhelfer puis est fait prisonnier de guerre. Il reprend ses études à la Hochschule für Musik und Theater München en 1946. Il apprend la direction d'orchestre auprès de Heinrich Knappe, la composition auprès de Joseph Haas et de Hans Rosbaud.
La même année, Radio München produit une adaptation du Fantôme de Canterville. Grâce à son frère Kurt Wilhelm, qui est assistant réalisateur, Rolf, qui a dix-neuf ans, obtient son premier contrat de compositeur. Grâce à son travail convaincant, il est sollicité par la télévision, notamment pour illustrer les histoires de Reiner Zimnik.
Il signe sa première composition pour le cinéma en 1954 pour le film 08/15. Il signera une soixantaine de bandes originales jusque dans les années 1990.
Par ailleurs, il est l'auteur de 250 productions pour la radio, 350 pour la télévision et 300 pour la publicité. Il signe aussi des musiques de scène, des suites pour orchestre et des illustrations de poètes comme Kurt Tucholsky.
Il épouse l'actrice Helga Neuner.

## Filmographie

### Cinéma
- 1954 : 08/15 de Paul May
- 1954 : Phantom des großen Zeltes
- 1955 : 08/15 s'en va-t-en-guerre de Paul May
- 1955 : 08/15 Go Home de Paul May
- 1956 : Weil Du arm bist, mußt Du früher sterben
- 1956 : Wo die alten Wälder rauschen
- 1958 : Les Diables verts de Monte Cassino d'Harald Reinl
- 1959 : L'Espionne rousse
- 1959 : Les Géants de la forêt de Paul May
- 1959 : Heimat – Deine Lieder
- 1960 : Der Schleier fiel
- 1960 : Schick deine Frau nicht nach Italien
- 1960 : Die zornigen jungen Männer
- 1960 : Das Erbe von Björndal
- 1961 : Via Mala de Paul May
- 1961 : Ruf der Wildgänse
- 1961 : C'est pas toujours du caviar de Géza von Radványi
- 1961 : Top secret - C'est pas toujours du caviar
- 1962 : Adorable Julia d'Alfred Weidenmann
- 1962 : Bataille de polochons
- 1962 : Barras heute
- 1962 : Le Dr. Mabuse contre Scotland Yard
- 1963 : Ferien vom Ich
- 1963 : Venusberg
- 1964 : Kennwort: Reiher
- 1964 : Tonio Kröger
- 1964 : Lausbubengeschichten
- 1964 : Wälsungenblut
- 1965 : Die schwedische Jungfrau (de)
- 1965 : An der Donau, wenn der Wein blüht
- 1965 : Tante Frieda – Neue Lausbubengeschichten
- 1966 : Grieche sucht Griechin
- 1966 : Onkel Filser – Allerneueste Lausbubengeschichten
- 1966 : La Vengeance de Siegfried d'Harald Reinl
- 1967 : Wenn Ludwig ins Manöver zieht
- 1967 : Die Heiden von Kummerow und ihre lustigen Streiche
- 1968 : Zur Hölle mit den Paukern
- 1969 : Pepe, der Paukerschreck
- 1969 : Ludwig auf Freiersfüßen
- 1969 : Hurra, die Schule brennt!
- 1970 : Wir hau’n die Pauker in die Pfanne
- 1970 : Das Glöcklein unterm Himmelbett (de)
- 1971 : Der scharfe Heinrich (de)
- 1971 : Morgen fällt die Schule aus
- 1972 : Betragen ungenügend!
- 1973 : Das fliegende Klassenzimmer
- 1974 : Als Mutter streikte
- 1976 : Unordnung und frühes Leid
- 1977 : Abelard – Die Entmannung
- 1977 : L'Œuf du serpent d'Ingmar Bergman
- 1977 : Die Jugendstreiche des Knaben Karl
- 1982 : Le Docteur Faustus (de)
- 1988 : Ödipussi (de)
- 1989 : Rosamunde
- 1989 : Sukkubus - Den Teufel im Leib
- 1991 : Attention, Papa arrive ! (de)

### Télévision
- 1954 : Jonas der Angler
- 1956 : Der Kran
- 1961 : Zu viele Köche
- 1965 : Radetzkymarsch
- 1967/68 : Sherlock Holmes
- 1970 : Mein Freund Harvey
- 1974 : Telerop 2009 – Es ist noch was zu retten
- 1975 : Tatort : Als gestohlen gemeldet
- 1977 : Sachrang
- 1980 : De la vie des marionnettes
- 1987 : Tatort : Pension Tosca oder Die Sterne lügen nicht
- 1992 : Die Ringe des Saturn
- Des épisodes des séries Die fünfte Kolonne, Der Kommissar et Inspecteur Derrick